# 土転び

鳥取県境港市の水木しげるロードに設置されている「土ころび」の銅像。

土転び（つちころび）は、日本に伝わる妖怪の一種。槌転、槌転びとも。

## 概要

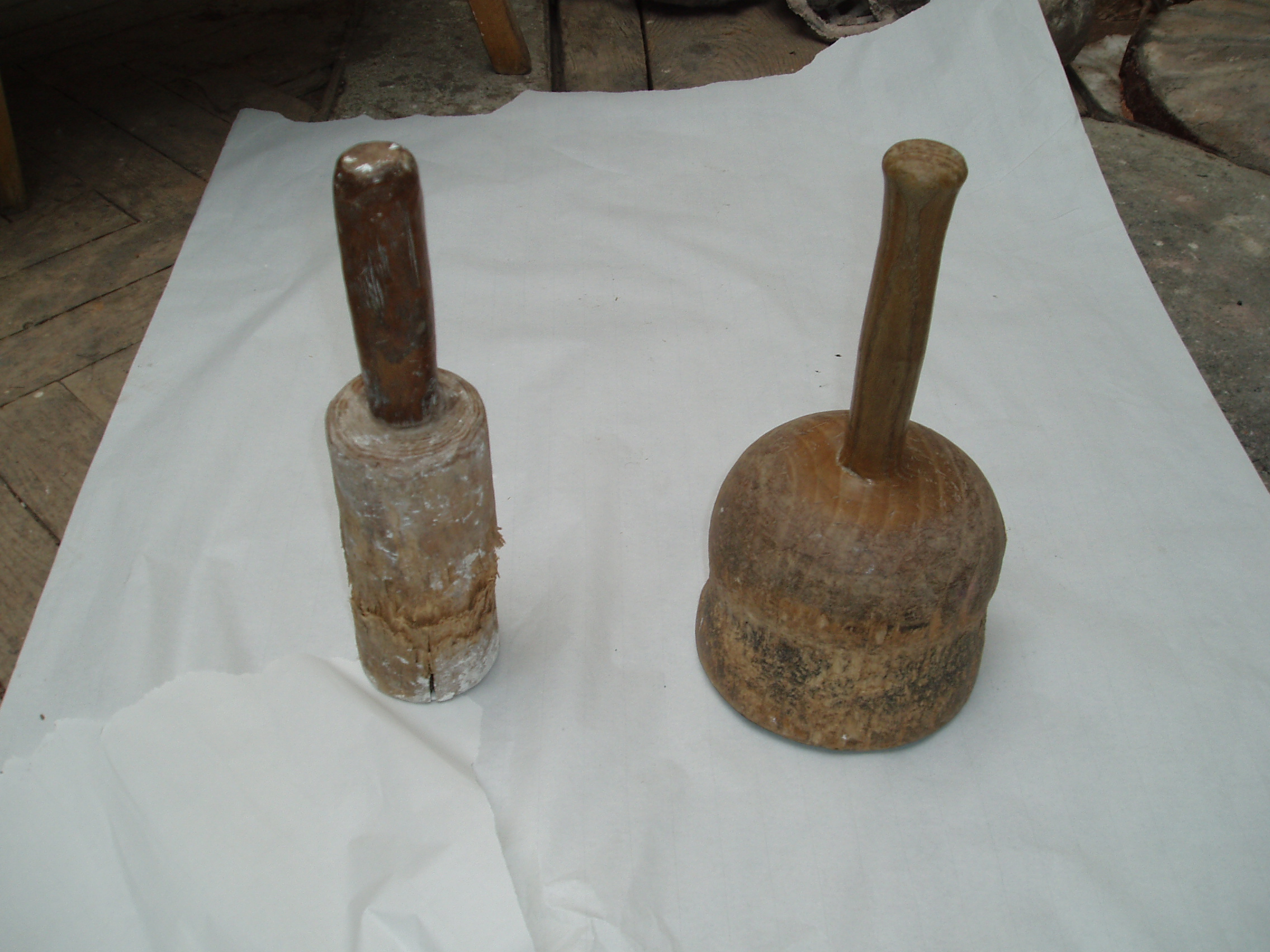
藁打ち槌と同様の横槌。

鳥取県東伯郡小鹿村（現・三朝町）に伝わるもので、槌（つち）に似た蛇であるとされ、山間部の山道を歩く人の足もとに転がって来て噛みつくという。

## ノヅチ・ツチノコとの関連性

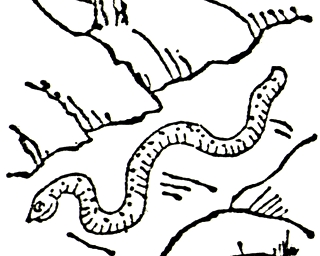
参考:『和漢三才図会』より「野槌蛇」。

鳥取県では、ツチノコが「槌転び」と呼ばれることもあり、江戸時代の百科事典『和漢三才図会』にある「野槌蛇」（のづち）などや、土転びと同じく民間伝承に見られる高知県の「タテクリカエシ」、岡山県の「テンコロコロバシ」など槌のようなものが転がって来るとされる妖怪と同一視されることもある。
民俗学者・柳田國男は、九州の小豆洗いと呼ばれる妖怪のうちにも、藁打ち槌が化けていて、人が通りかかると転がりかかって来るという性質が語られているものがあるが、これは中部地方など全国の山地にも例のある「槌のようなものが転がって来る」という「野槌」などの伝承が「小豆洗い」と混同された報告例ではないかとしている。また柳田は「槌が転がって来る」という妖怪の伝承は「のづち」という名称にある「槌」という響きから後の時代になって連想されたものであろうとしている。

## 昭和以降の解釈
水木しげるの著書では、「土転び」の表記で、2種類の妖怪が言及されている。ひとつは九州に出るとされ、内容は『妖怪談義』（柳田）のものとほぼ同じである。もうひとつは、中部地方によく現れたとされる。旅人が峠を歩いていると、後ろから何者かが追って来るような気配がし、慌てて走り出すと、藁打ち槌のような姿の土転びが転がって来て旅人を追い抜き、峠の下で待ち構えている。そのままなにも悪さをしないので、恐れずにそのまま通り過ぎれば無事に済むが、土転びのいる道を避けて通ろうとすると、山中に迷い込んでしまうという。旅人を守ってくれる峠の神ともいう。ただし、この説を裏付けるような民俗資料などの一次出典は確認されていない。水木の著書にある「土転び」は複数の伝承を複合し、さらに水木が自身の創作を加えて作り出したものと見られている。